# Sebastian Spreng

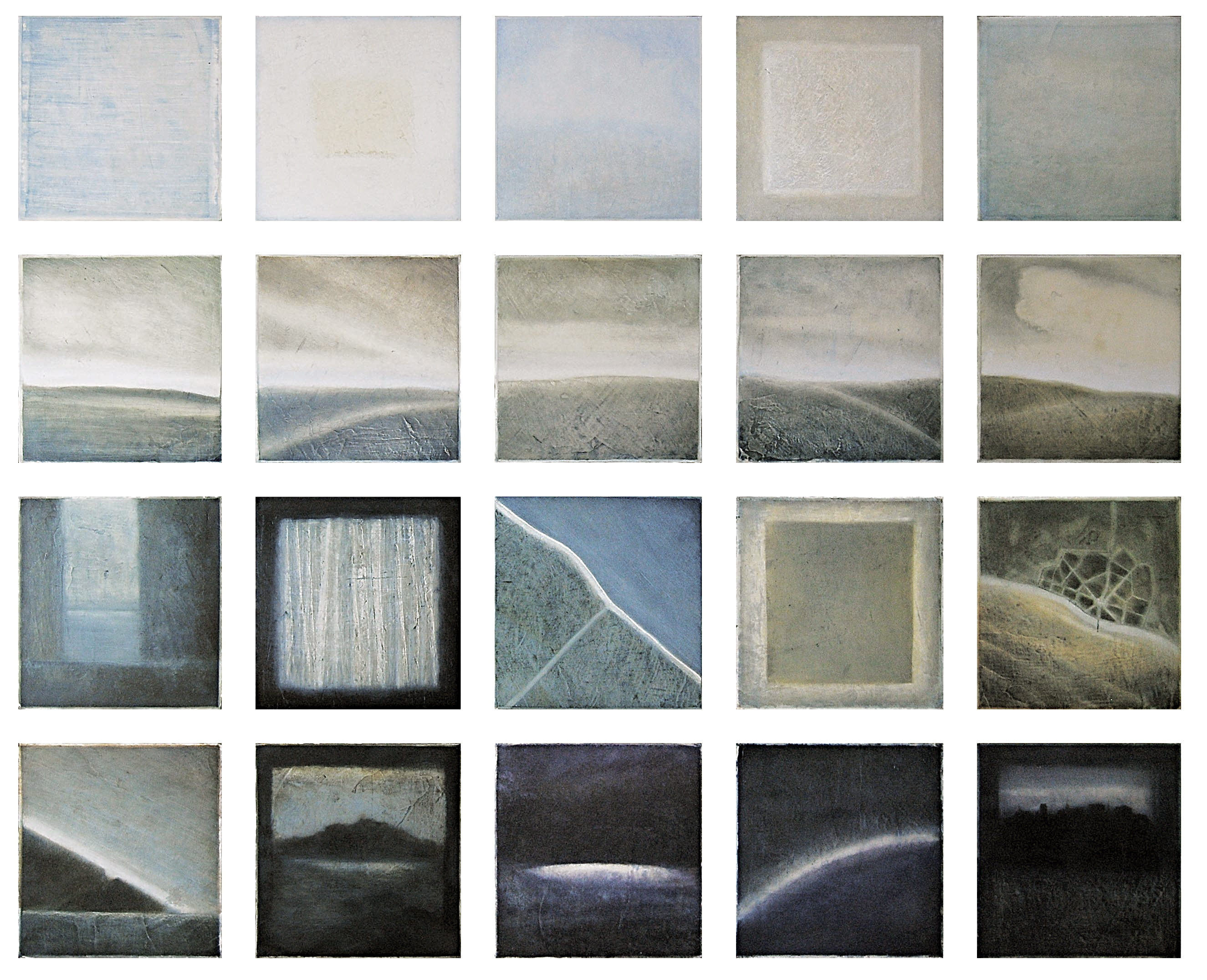
Delicate Balance

Sebastian Spreng (né le 6 avril 1956 à Esperanza (Santa Fe), Argentine) est un artiste contemporain argentino-américain.

## Biographie
Né à Esperanza, Santa Fe (Argentine) de descendants allemands, est un artiste autodidacte (peintre, illustrateur, décorateur de théâtre) et journaliste, liées à son côté de la mère à l'écrivain Eduardo Gudiño Kieffer (1935-2002), lui aussi natif d'Esperanza, le premier officiellement organisé des colonies agricoles en Argentine, formé par 200 familles d'immigrants provenant de Suisse et Allemagne.
Il a passé son enfance à Esperanza et dans la campagne argentine (la Pampa), et la côte atlantique, à Mar del Plata le déplacement à Buenos Aires en 1973. À 17 ans, ses œuvres ont été exposées à Buenos Aires dans un groupe d'artistes de Esperanza. L'année suivante, il avait sa première exposition à la galerie Martina Cespedes dans le quartier de San Telmo de la capitale argentine.
Pendant les années 1980, il s'installe à Miami (Floride) - où il vit et travaille encore aujourd'hui - et a été une présence vitale dans la scène artistique de la Floride depuis. Depuis son arrivée en Floride, il avait expositions solos et de groupe à Boston, Seattle, Atlanta, Toronto, Caracas, Düsseldorf, Essen, Munich, Osaka, Tokyo, Panama, l'Italie, Buenos Aires, Sarasota, Key West et Miami.
Ses œuvres ont été inclus dans l'Université de Miami- Lowe Art Museum dans le Exposition Le Paradis perdu, dans le Miami-Dade Public Library System et dans le exhibition latino-américaine artistes de la Floride au Palazzo Mediceo, Seravezza, Toscane, Italie, 2002. En 1998 et 2004, à Christie's New York parmi d'autres maîtres d'Amérique latine et son nom a été inclus dans le livre "Leonard's Price Index Latin American Art at Auction" de Susan Theran.
En 2009, son travail Daphné a été sélectionné pour le livre "Speak for the Trees" le long de 70 autres artistes comme David Hockney, Christo, Avril Gornik, Yoko Ono, Julie Heffernan, Robert Longo, Mark Ryden, les Frères Starn, etc.
La musique est habituellement présent dans son travail et son ensemble étaient basées sur des structures musicales intitulé: Liederkreis Opus I et II, Ring paysages sur Der Ring des Nibelungen de Wagner, Sinfonietta, Impromptus, musique de chambre et Réverbération.  Choisis à titre de couverture des illustrations pour les affiches Florida Philharmonic Orchestra, avec le New World Symphony Orchestra Saison 1995-96, le Florida Grand Opera de la saison 1998-99 et en tant que couvertures de CD dans des enregistrements, entre autres, compositeur Henryk Górecki, Ildebrando Pizzetti et le Grammy Award Da Pacem avec des œuvres d'Arvo Pärt pour Harmonia Mundi.
Depuis 1988 Spreng écrit de la musique classique à propos pour les magazines et journaux. Sa carrière d'écrivain sur la musique a commencé comme correspondant étranger pour Clásica Magazine, Argentine. Au cours des vingt dernières années comme journaliste et critique musical, il a interview, le compositeur Luciano Berio, le chef d'orchestre Michael Tilson Thomas, les chanteurs Montserrat Caballé, Renata Scotto, Thomas Hampson, Barbara Hendricks, Evelyn Lear, Thomas Stewart, Anne Sofie von Otter et Deborah Voigt, le pianiste Evgeny Kissin et la violoncelliste Sol Gabetta, violonistes Joshua Bell, Gil Shaham et Pinchas Zukerman.